# Kirneck (Lorch)

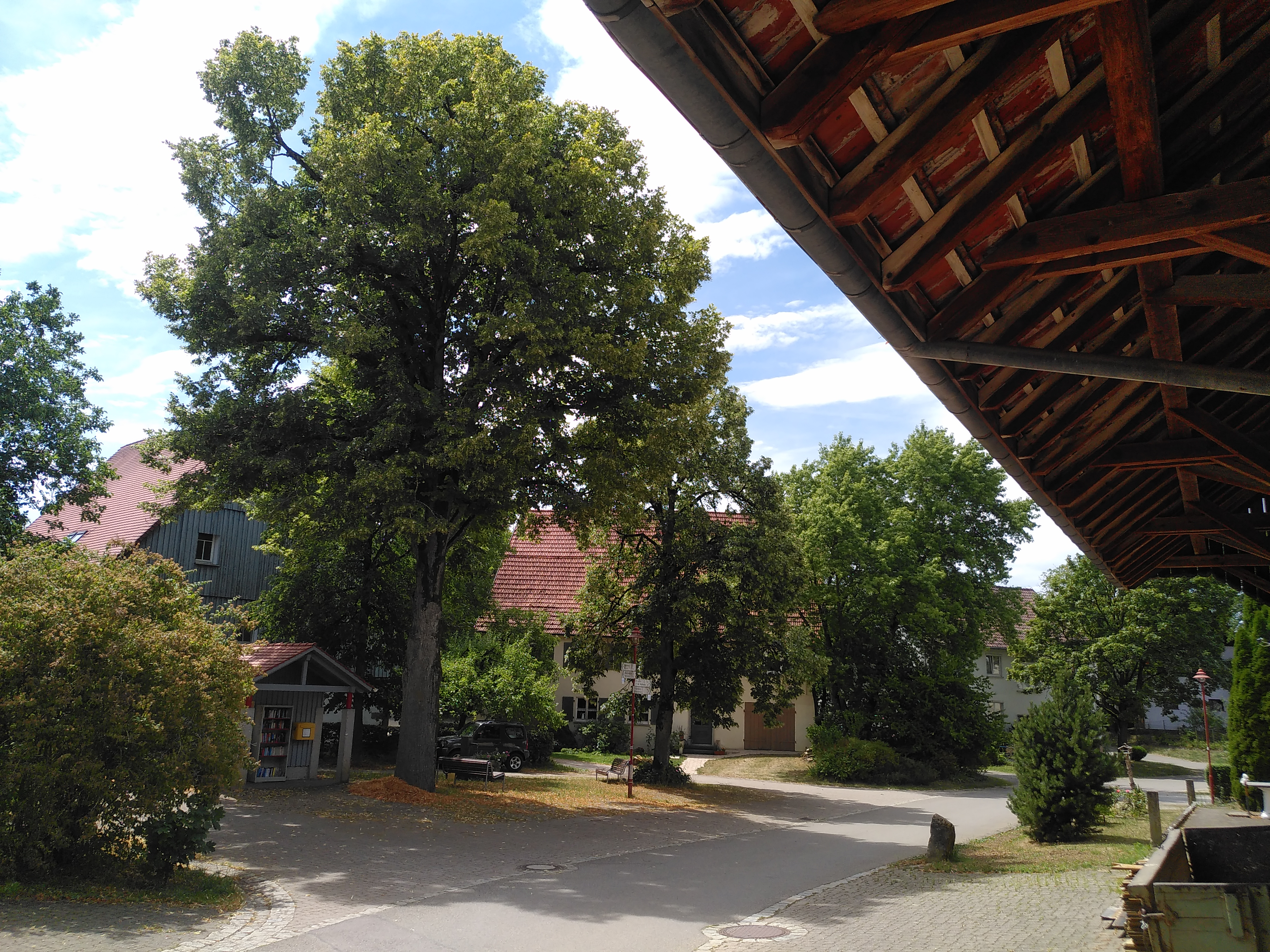
Dorfplatz von Unterkirneck an der Marbachstraße

Kirneck ist ein Stadtteil von Lorch im oberen Remstal im Ostalbkreis (Baden-Württemberg) mit 428 Einwohnern (Stand 2016).

## Geographie
Kirneck liegt auf dem Höhenzug über dem Remstal südlich von Lorch und besteht aus den Dörfern Oberkirneck im Osten und Unterkirneck' im Westen, deren Kerne rund 800 Meter voneinander entfernt liegen. Dazwischen verläuft die Bundesstraße 297 Lorch–Göppingen.
Einen Großteil der Fläche Kirnecks nimmt der 1995 eröffnete 140 Hektar große Golfplatz des Golfclubs Hetzenhof ein.

## Geschichte
Oberkirneck gehörte von Anfang an zur Ausstattung des Klosters Lorch und wurde daher vermutlich im 11. Jahrhundert gegründet. Unterkirneck wurde 1422 als „Hinderkurnegg“ erwähnt. Das „Hinter“ bezieht sich vermutlich darauf, dass damals Oberkirneck direkt von Lorch zu erreichen war, Unterkirneck aber nicht.
Im 18. Jahrhundert gehörten die östlich der Wäscherhofstraße gelegenen Teile Oberkirnecks zum Augsburger Domkapitel. Unterkirneck gehörte südlich von Marbachstraße und Badweg den Klosterämtern Lorch und Adelberg, nördlich davon weltlichen Herren, darunter den Degenfeld.
Anfang des 19. Jahrhunderts kamen Ober- und Unterkirneck in die Verwaltung Lorchs.
Bis Anfang der 2000er Jahre befand sich die Lorcher Förderschule in Unterkirneck.

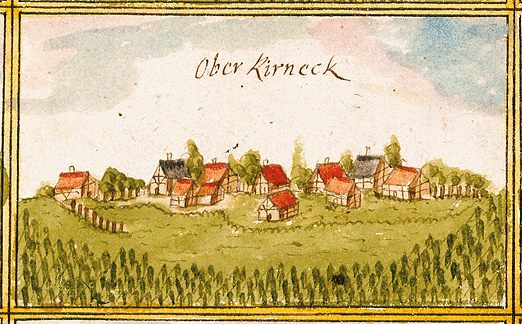
Oberkirneck, Forstlagerbuch von Andreas Kieser (1684)
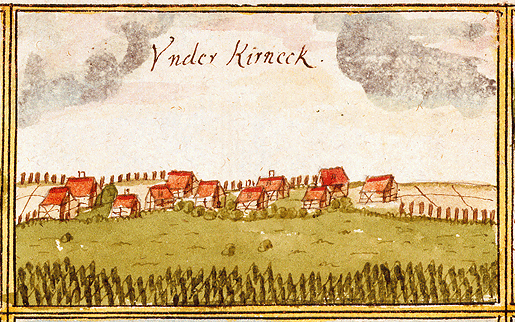
Unterkirneck
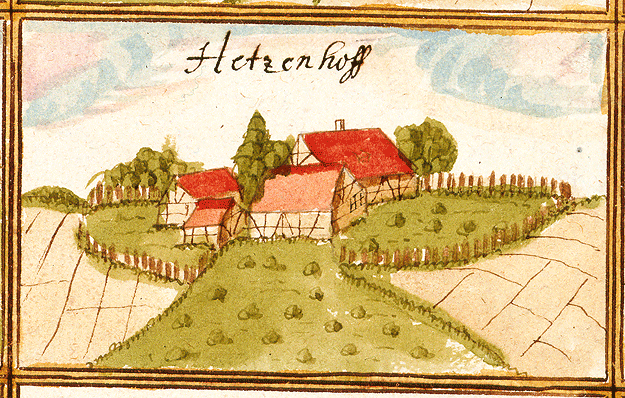
Hetzenhof

## Einrichtungen

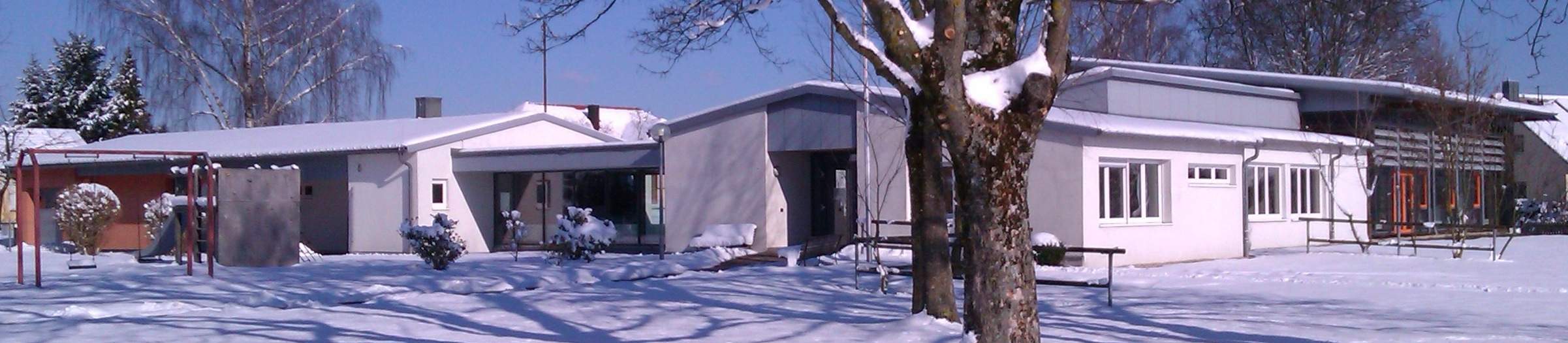
Feuerwehrhaus (links) und Dorfgemeinschaftshaus mit Kindergarten

In Unterkirneck stehen ein 2002 von der Stadt im Gebäude der früheren Förderschule eingerichtetes Dorfgemeinschaftshaus und ein städtischer Kindergarten.